# Nebojša Gudelj
Nebojša Gudelj (Trebinje, Republika Srpska, 23 de septiembre de 1968) es un entrenador y exfutbolista serbobosnio, que jugaba de lateral izquierdo. Su último equipo como jugador fue el Sparta Rotterdam. Es padre de los futbolistas Nemanja, Dragiša Gudelj y primo de Vladimir Gudelj.

## Carrera deportiva
Gudelj comenzó su carrera como futbolista profesional en el FK Leotar Trebinje, equipo en el que jugó entre 1988 y 1991. En el club de Trebinje, que era además su ciudad natal, disputó 87 partidos y marcó 7 goles.
En 1991 fichó por el Partizán de Belgrado, disputando 98 partidos y marcando 8 goles. Además, con el Partizán, ganó dos ligas y dos copas.
En 1994 fichó por el Club Deportivo Logroñés de la Primera División de España. En el Logroñés fue titular indiscutible en Primera División, disputando 36 partidos y marcando tres goles. La nota negativa fue el descenso del Logroñés a Segunda División.
Gudelj se quedó en el Logroñés para buscar el ascenso de nuevo a Primera División, objetivo que lograron él y su equipo, al terminar en segunda posición en la tabla. Tras el ascenso del Logroñés nuevamente a Primera, decidió fichar por el Leganés, que también jugaba en Segunda División. 
Tras no tener mucho protagonismo en el Leganés, se marchó al NAC Breda holandés en 1997, ascendiendo a la Eredivisie en la temporada 1999-00. Gudelj jugó en el NAC Breda hasta 2005, siendo un jugador importante en el club de Breda hasta su marcha. En la temporada 2005-06 jugó en el Sparta Rotterdam, otro club de la Eredivisie holandesa, en el que finalmente se retiró.

## Clubes
| Club             | País                 | Año         |
| ---------------- | -------------------- | ----------- |
| Leotar           | Bosnia y Herzegovina | 1988 - 1991 |
| Partizán         | Serbia               | 1991 - 1994 |
| CD Logroñés      | España               | 1994 - 1996 |
| Leganés          | España               | 1996 - 1997 |
| NAC Breda        | Países Bajos         | 1997 - 2005 |
| Sparta Rotterdam | Países Bajos         | 2005 - 2006 |